# Реакція Ротемунда
Реакція Ротемунда (англ. Rothemund reaction) — хімічна реакція, синтез мезо-тетразаміщених порфіринів конденсацією піролу з альдегідом. Названа на ім'я хіміка Пауля Ротемунда